# La Mussara
|  | Per a altres significats, vegeu «Mussara». |

La Mussara (de l'àrab musâra, 'passeig, lloc per a passejar-se') és un despoblat actualment agregat a Vilaplana (Baix Camp). Es troba a la serra de la Mussara, a les muntanyes de Prades, a 990 metres d'altitud, a tocar del cingle de les Airasses, des del qual es gaudeix d'una impressionant vista del sud del Camp de Tarragona. La part més alta del terme és a 1.071 metres sobre el nivell del mar.
Al nucli de l'antic poble hi ha vuit edificis, tots en estat ruïnós, dels quals estan una mica ben conservats l'església de Sant Salvador (campanar de 1859) i, al costat d'aquesta, la casa anomenada Cal Cassoles. Al lloc anomenat els Cinglallons hi ha set cases més. Per altra banda, a l'antic terme del poble hi ha set masos aïllats, dels quals destaquen el mas del Pou del Gel, el més conegut, i el mas del Peiró, on s'ha trobat ceràmica neolítica). S'han trobat altres restes de la mateixa època al bosc del Susanno (un sepulcre). El nucli antic està inclòs en l'Inventari del Patrimoni Arquitectònic de Catalunya.
Quan plou, l'aigua queda retinguda al petit embassament natural que hi ha vora el poble i és per això que la gent del lloc eren anomenats ranes.

## Història

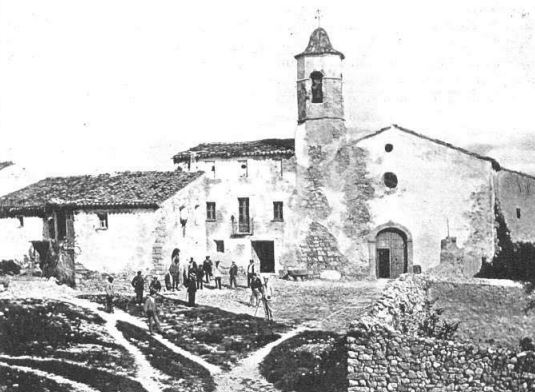
Plaça al 1903

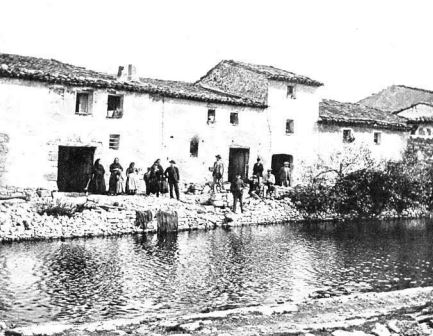
Carrer i bassa al 1903

El 10 de gener de 1961 un decret del Ministeri de Governació incorporava al terme de Vilaplana el de La Mussara. Al terme de La Mussara no s'hi han trobat restes romanes, però sí de sarraïnes, cosa que fa creure en la possible residència d'una guarnició dependent del valí de Siurana. Les primeres referències documentals en són del 1173, quan ja era poblat, i a la seva església consta una butlla de Celestí III del 1194. El 1533, l'església depèn de la de Vilaplana. La Mussara formà part del comtat de Prades des de la seva creació el 1324. Al segle xviii, es troben documentats la majoria de masos coneguts, avui tots abandonats, i en destaca l'antic mas del Mestret, citat ja el 1633 o el mas de l'Abelló, el més important, citat des de 1783, a més dels citats abans.
El juny de 1872 s'hi reuniren els capitostos carlins de la zona que, no sense molts dubtes, decidiren continuar la guerra. Els carlins, durant el 1873, es van refugiar sovint als seus masos i van instal·lar en una bauma el lloc d'acollida dels seus ferits, coneguda encara com a Hospital dels Carlins. Allí morí el guerriller Cercós de les ferides que va rebre a Prades l'octubre de 1873. Segons la tradició, Cercós va ser enterrat a La Mussara sota la caixa d'una vella que havia mort feia poc. Els liberals, que van voler fer un simulacre d'afusellament del guerriller, s'equivocaren de caixa i van fer el llòbrec acte amb la caixa de la vella, que van posar dempeus i, sense obrir-la, van disparar-hi realment.
Al segle xix, La Mussara va tenir una població molt variable, probablement a causa de les guerres carlines. Al llarg del segle XX es va culminar el procés de despoblament: 291 habitants el 1900, 169 el 1920, 94 el 1940 i 12 el 1960. El procés de despoblament era lògic, ja que la majoria del terme municipal tenia pins i alzines, garriga i roquissar, i tenia fama d'àrid, i el nucli de població de pobre.
Al Camp, és freqüent encara l'expressió "baixar de la Mussara" que és sinònima d'ignorar fets molt coneguts. El poble era, i és, molt boirós, i se segueix cantant una corranda que diu:
| « | Mare, si marit em dau no me'l dau de la Mussara que la boira sempre hi jau i la terra no m'agrada | » |

L'església havia tingut uns inicis romànics, dels quals no queden restes, però sí del temple gòtic que la substituí. La imatge de la Mare de Déu del Patrocini, que pertanyia a aquesta església, datada als segles xiv i xv, es conserva al Museu de Reus.

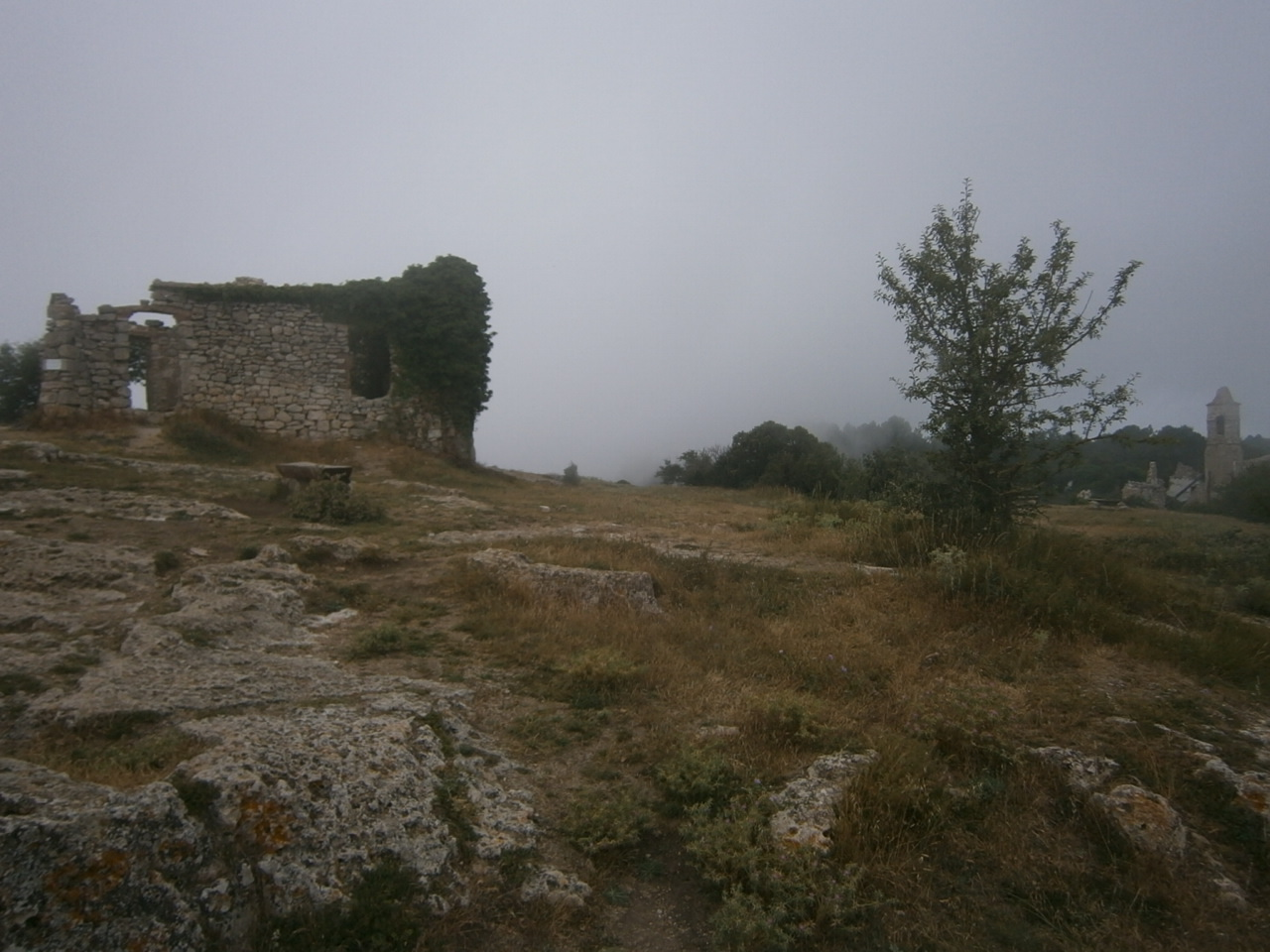
Refugi de les Airasses i el campanar

Al cingle de les Airasses hi havia un refugi d'excursionistes, conegut com a Xalet de les Airasses, fet construir el 1926 per Ciríac Bonet que el cedí al Centre Excursionista de Catalunya L'arquitecte fou el reusenc Domènech Sugranyes i Gras. Actualment es troba en estat ruïnós. Més amunt del poble, hi ha una petita urbanització de construcció recent, amb tres o quatre xalets, anomenada els Motllats, que no ha prosperat a causa dels mals accessos i la manca d'aigua. S'ha construït un nou refugi a la vora de l'antic poble, que acull sobretot escaladors i excursionistes de pas.